# KK Koper
Le Košarkarski Klub Koper est un ancien club slovène de basket-ball basé à Koper/Capodistria. Le club jouait dans le championnat slovène avant sa disparition en 2010.

## Noms successifs
- Depuis 1995 : KK Koper
- 1993 - 1994 : Slovenica Koper
- 1992 : Micom Marcus Koper

## Entraîneurs successifs
- Depuis ? : Mihailo Pocek ( Serbie-et-Monténégro)